# Kyojin no Doshin Kaihō Sensen Chibikko Chikko Daishūgō
Kyojin no Doshin Kaihō Sensen Chibikko Chikko Daishūgō (巨人のドシン解放戦線チビッコチッコ大集合) est un jeu vidéo de type god game sorti en 2000 sur Nintendo 64DD uniquement au Japon. Le jeu a été développé par Param et édité par Nintendo. Il s'agit d'une extension de Doshin the Giant.

## Système de jeu
Dans ce jeu, un bambin est tiré hors du lit dans le monde des rêves. Dans ce monde, Doshin est emprisonné et l’enfant peut « bricoler » des cœurs sur divers objets. L’objectif est de regarder 17 mini-films en noir et blanc collectivement appelés « More Than Giant ». L’autre objectif est de libérer Doshin de sa cage en lui faisant tinter des cœurs, le faisant grossir.
Le joueur peut également recueillir l’aide d’autres personnes pour libérer Doshin en construisant des monuments dans le premier jeu Doshin et en construisant des pavillons homologues dans ce jeu. Ce faisant, d’autres enfants apparaîtront dans le monde entier. Le joueur peut ensuite les défier dans un « concours de tintement ». Si le joueur gagne, l’autre enfant devient son coéquipier, ce qui augmente la capacité de tintement.

## Accueil
- IGN : 2,5/10[2]